# 6100 Kunitomoikkansai
A 6100 Kunitomoikkansai (ideiglenes jelöléssel 1991 VK4) a Naprendszer kisbolygóövében található aszteroida. Atsushi Sugie fedezte fel 1991. november 9-én.